# آیو فوکودا
آیو فوکودا (انگلیسی: Aio Fukuda؛ زادهٔ ۱۸ دسامبر ۱۹۹۴) بازیکن فوتبال است.